# باليوماستودون

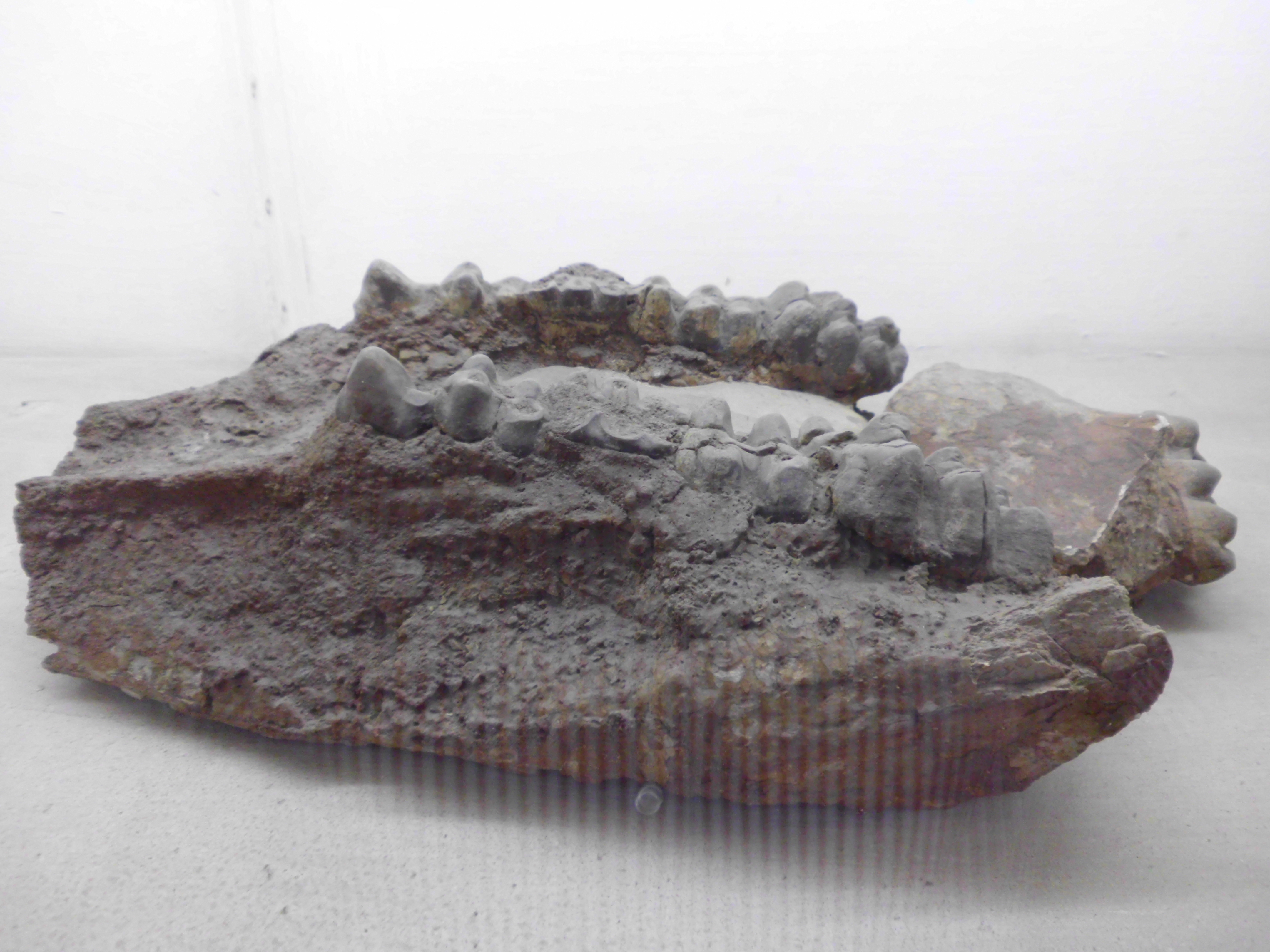
جزء من الفك السفلي باليوماستودون من عصر الأوليجوسين في شمال بركة قارون معروضة في المتحف الجيولوجي المصري

باليوماستودون (باللاتينية: Palaeomastodon) هو جنس منقرض ينتمي إلى فيليات (رتبة: Proboscidea)، عاش في عصر الإيوسين من 35-36 مليون سنة .